# Favi
FAVI je internetový vyhledávač nábytku a dekorací v České republice. Pokrývá segment nábytku, bytových doplňků, kuchyní, koupelen, sanity a zahrad. Mimo Českou republiku působí na Slovensku, v Polsku, Rumunsku a Maďarsku. Stojí za ním Jan Zajíc, Radomír Hejl a investiční skupina Pale Fire Capital SE.
FAVI spolupracuje s více než 600 kamennými obchody a e-shopy, kterým zprostředkovává tržby přesahující dvě miliardy korun ročně. Mezi zařazené obchody patří například Sconto nebo Bonami.

## Historie
FAVI založili jako startup v roce 2015 Jan Zajíc a Radomír Hejl. Myšlenka vznikla, když si zařizovali vlastní bydlení. V roce 2016 získalo FAVI investici od skupiny NetBrokers Holding, která má ve svém portfoliu mimo jiné český srovnávač pojištění ePojisteni.cz.
V srpnu 2017 podíl od NetBrokers Holding převzala investiční skupina Pale Fire Capital SE. FAVI působí ve čtyřech dalších zemích Evropské unie: od roku 2016 na Slovensku, od roku 2017 v Polsku a v roce 2018 vstoupilo do Rumunska a Maďarska. Na všech těchto trzích aktuálně registruje desítky tisíc uživatelů denně. Do stávajícího globálního segmentu vyhledávačů interiérového vybavení patří například americký Houzz.
V roce 2022 koupila majoritu ve FAVI společnost EMMA Capital Jiřího Šmejce.

## Marketing a ocenění
V roce 2017 se portál FAVI dostalo mezi 10 finalistů v kategorii internetové obchodování v soutěži Křišťálová Lupa 2017.